# 哈靈頓山
72°45′S 168°57′E / 72.750°S 168.950°E
哈靈頓山（Mount Harrington），是南極洲的山峰，位於維多利亞地的博克格雷溫克海岸，處於北安普敦山西南面9公里的懷特霍爾冰川西岸，海拔高度2,610米，現時由南極條約體系管理。